# Эдуард IV
Эдуа́рд IV (англ. Edward IV; 28 апреля 1442, Руан — 9 апреля 1483, Вестминстер, Лондон) — король Англии в 1461—1470 и 1471—1483 годах, захвативший престол в ходе Войны Алой и Белой розы, представитель Йоркской линии Плантагенетов. Был первым королём Англии из династии Йорков.

## Биография
Старший сын Ричарда, герцога Йоркского и Сесилии Невилл. После гибели отца в 1460 году в битве при Уэйкфилде унаследовал его титулы графа Кембриджа, Марча, Ольстера и герцога Йоркского, возглавил партию Белой розы. В 1461 году в возрасте восемнадцати лет взошёл на английский трон при поддержке своего могущественного кузена Ричарда Невилла, графа Уорик. В этом же году йоркистами были одержаны победы под Мортимер-Кросс и при Таутоне. В результате последнего основные силы ланкастерцев были разбиты, а король Генрих VI и королева Маргарита бежали из страны (король вскоре был пойман и заключён в Тауэр).
Эдуард был признателен своему кузену Уорику (прозванному впоследствии «делателем королей»), но хотел освободиться от его влияния. В 1464 году Эдуард тайно женился на Элизабет Вудвил, в то время как Уорик подыскивал ему невесту среди французских принцесс. В 1467 году Эдуард сместил брата Уорика Джорджа с поста канцлера, а в 1468 году принял решение заключить союз с герцогом Бургундским Карлом Смелым, а не с находившимся в дружбе с Уориком противником Карла Смелого французским королём Людовиком XI. Недовольный Уорик в 1469 году спровоцировал восстание против короля на севере и в битве при Эджкот-Мур взял Эдуарда в плен, однако вскоре решил освободить его. 
Активные боевые действия возобновились в 1470 году, когда перешедшие на сторону ланкастерцев Уорик и герцог Кларенс (младший брат Эдуарда IV) вернули на престол Генриха VI. Это стало возможным благодаря поддержке восстания Уорика со стороны короля Франции Людовика XI, который поспособствовал альянсу между Уориком и королевой Маргаритой Анжуйской, находившейся к этому моменту в изгнании. Эдуард IV с другим своим братом Ричардом, герцогом Глостером, бежали в Бургундию, откуда вернулись в 1471 году. Герцог Кларенс вновь переметнулся на сторону брата, и йоркисты одержали победы при Барнете и Тьюксбери. В первом из этих сражений был убит граф Уорик, во втором погиб принц Эдуард, единственный сын Генриха VI, что, вместе с последовавшей в том же году в Тауэре смертью (вероятно, убийством) самого Генриха VI, стало концом ланкастерской династии.
Внешняя политика Эдуарда IV может быть признана неудачной. Обострившийся конфликт с Ганзой вызвал каперскую войну на море (1470—1474), окончившуюся подписанием невыгодного для английской короны Утрехтского соглашения. В 1475 году король предпринял военную экспедицию во Францию, желая взять реванш за поражение в Столетней войне и отомстить королю Франции за поддержку Ланкастеров в Войне Роз. Она закончилась заключением договора в Пикиньи.
В 1478 году вскрылся заговор младшего брата короля, герцога Кларенса. Его обвинили в подготовке свержения власти Эдуарда, заключили в Тауэр и впоследствии казнили. По одной из версий, впоследствии ставшей очень популярной, герцогу дали право самому выбрать себе казнь, и он выбрал утопление в бочке с мальвазией. Скорее всего, это легенда. Как именно казнили герцога, неизвестно, поскольку это было совершено тайно. Король не желал публичной казни Джорджа, поскольку это опозорило бы правящую династию.
Эдуард IV был известен своим распутством и неумеренной тягой к спиртному. В частности, большой скандал вызвала его связь с Джейн Шор, которая помимо этого была любовницей графа Гастингса и пасынка короля, маркиза Дорсета.
Эдуард IV царствовал вплоть до своей кончины, последовавшей неожиданно для всех 9 апреля 1483 года, после чего королём на короткое время стал его сын Эдуард V.
Эдуард IV и его прадед Эдмунд Лэнгли, основатель рода, — единственные мужские представители Йоркской династии (не считая младенцев), умершие естественной смертью.

## Брак и дети
Жена: с 1 мая 1464 года Елизавета Вудвилл (около 1437 — 8 июня 1492), дочь Ричарда Вудвилла, 1-го графа Риверса, и Жакетты (Якобины) Люксембургской, вдова лорда Джона Грея. Дети:
- Елизавета (11 февраля 1466 — 11 февраля 1503); муж: с 18 января 1486 Генрих VII (28 января 1457 — 21 апреля 1509), граф Ричмонд с 1462, король Англии с 1485;
- Мэри (11 августа 1467 — 23 мая 1482);
- Сесилия (20 марта 1469 — 24 августа 1507); 1-й муж: с 1485 (развод 1486) Ральф ле Скруп (после 1459 — 17 сентября 1515), 10-й барон Скруп из Месема с ок. 1512; 2-й муж: с 25 ноября 1487/1 января 1488 Джон Уэллс (ум. 9 февраля 1499), 1-й виконт Уэллс с 8 февраля 1485/1486; 3-й муж: с 13 мая 1502/марта 1504 Томас Кайм из Уэйнфлита
- Эдуард V (1—4 ноября 1470—1483?), граф Марч и Пембрук с 1479, король Англии в 1483;
- Маргарет (10 апреля 1472 — 11 декабря 1472);
- Ричард Шрусбери (17 августа 1473—1483?), герцог Йоркский с 1474, граф Ноттингем с 1476, герцог Норфолк, граф Суррей и Варенн с 1477;
- Анна (2 ноября 1475 — 22 ноября 1511/1512); муж: с 4 февраля 1495 Томас Говард (1473 — 25 августа 1554), 2-й граф Суррей с 1514, 3-й герцог Норфолк с 1524;
- Джордж Виндзорский (1477 — март 1479);
- Кэтрин (14 августа 1479 — 15 ноября 1527); муж: с 1495 Уильям Куртене (ок. 1475 — 9 июня 1511), 1-й граф Девон с 1511
- Бриджит (10 или 20 ноября 1480 — до 1513), монахиня в Дартфордском монастыре в Кенте.

В молодости Эдуард был известен своей любовью к красивым женщинам. У него было много любовниц, в числе которых хронисты называют Джейн Шор, Элизабет Люси, Элизабет Уэйд. Двух последних многие историки отождествляют. Вскоре после смерти Эдуарда IV епископ Роберт Стиллингтон заявил, что покойный, будучи ещё холостяком, при свидетелях пообещал жениться одной из своих любовниц — Элеоноре Толбот. Это обещание было сочтено равноценным браку, из-за чего детей Эдуарда и Елизаветы Вудвилл объявили незаконнорождёнными. В результате королём стал Ричард III. Захвативший корону в 1485 году Генрих Тюдор объявил заявление Стиллингтона ложным, и дети Эдуарда IV были восстановлены в своих правах. Таким образом он постарался лигитимизировать своё восхождение на престол, так как его жена была дочерью Эдуарда IV.
Все короли Англии, а затем Великобритании, начиная с Генриха VIII, являются потомками Эдуарда.

## Образ в массовой культуре
В литературе
Является персонажем знаменитых исторических хроник Шекспира «Генрих VI» и «Ричард III». В связи с этим в кино и на телевидении появляется в основном в экранизациях хроник Шекспира.
Эдуард IV стал главным героем романов «Солнце во славе» Шэрон Кей Пенман, Sun in Splendour Дж. Плейди, This Sun of York C. Эпплъярд, The Assassin’s Wife М. Блейки. В романе Филиппы Грегори «Белая королева» и созданном по нему одноимённом сериале (его играет Макс Айронс) он становится мужем главной действующей героини — Элизабет Вудвилл. Также является второстепенным персонажем многих книг, посвященных Ричарду III, Элизабет Вудвилл, Джейн Шор и другим историческим личностям эпохи.
По словам Дж. Мартина, наряду со своим внуком Генрихом VIII Эдуард стал одним из прототипов Роберта Баратеона, персонажа цикла Песнь льда и пламени.